# 美国宪法第二十一修正案

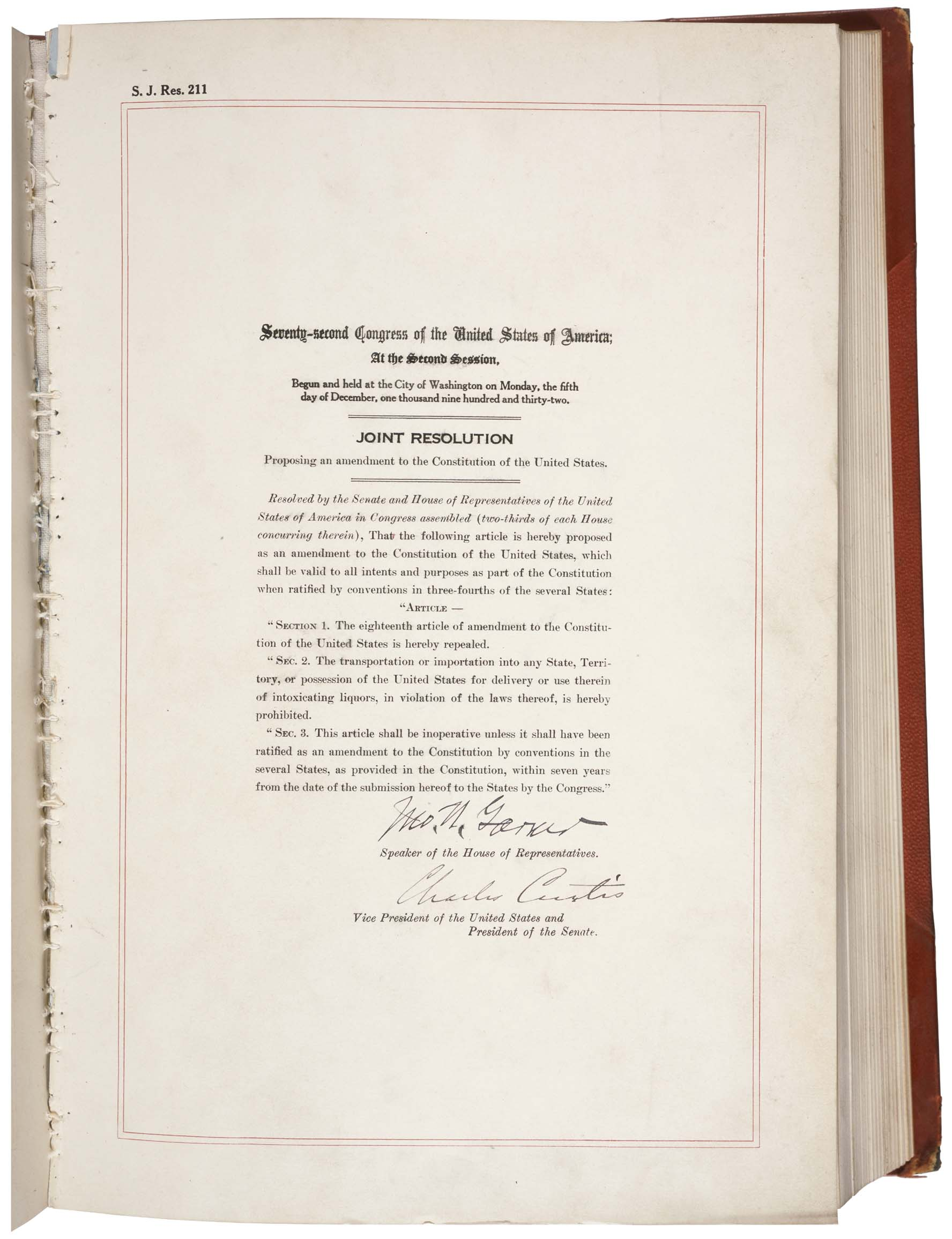
存放在国家档案和记录管理局的第二十一修正案手写副本

《美利坚合众国宪法》第二十一修正案（英語：Twenty-first Amendment to the United States Constitution）簡稱「第二十一修正案」（Amendment XXI）于1933年2月20日提出，同年12月5日获得法定3/4的州的批准而生效。这条修正案废除了1917年12月18日提出，1919年1月16日批准生效的《美国宪法》第十八修正案，该修正案授权从1920年1月17日开始在全国范围内禁酒。第二十一修正案是美利坚合众国宪法的全部27条修正案中唯一用于废除之前通过修正案的，并且也是其中唯一一条由州制宪会议批准的修正案。

## 内容文本
Section 1. The eighteenth article of amendment to the Constitution of the United States is hereby repealed.
Section 2. The transportation or importation into any State, Territory, or possession of the United States for delivery or use therein of intoxicating liquors, in violation of the laws thereof, is hereby prohibited.
Section 3. This article shall be inoperative unless it shall have been ratified as an amendment to the Constitution by conventions in the several States, as provided in the Constitution, within seven years from the date of the submission hereof to the States by the Congress.
译文：
第一款　兹废除美利坚合众国宪法修正案第18条。
第二款　在合众国任何州、领地或属地内，凡违反当地法律为在当地发货或使用而运送或输入致醉酒类，均予以禁止。

第三款　本条除非在其提交各州之日起七年以内，由各州制宪会议依本宪法规定批准为宪法修正案，不得发生效力。

## 背景
《美国宪法》第十八修正案开创了美国历史上的一段以法律手段禁止酿造、运输和销售任何含酒精饮料的时期，这一修正案能够在1919年获得通过主要是因为因为之前美国的禁酒运动。但很快，这样的法律就变得很不得人心，禁酒令下，犯罪率开始飙升，比如芝加哥的黑幫教父艾尔·卡彭就是通过黑市走私贩酒而变得富甲一方。联邦政府无法阻止这犯罪的大潮：实践证明，对全国禁酒法案的执行几乎是不可能的任务，就连执法队伍中也因此腐败横行。
1932年，著名实业家小约翰·戴维森·洛克菲勒在一封信中写道：
When Prohibition was introduced, I hoped that it would be widely supported by public opinion and the day would soon come when the evil effects of alcohol would be recognized. I have slowly and reluctantly come to believe that this has not been the result. Instead, drinking has generally increased; the speakeasy has replaced the saloon; a vast army of lawbreakers has appeared; many of our best citizens have openly ignored Prohibition; respect for the law has been greatly lessened; and crime has increased to a level never seen before.
当禁酒令发布后，我一度希望它能很快被广大民众接受，他们会很快认清酒精那邪恶的真面目。但我已经逐渐很不情愿地开始相信，这样的结果很可能不会实现了。恰恰相反，喝酒的人变得越来越多，以前合法的酒吧现在都被非法经营所取代，不法分子已经多到几乎形成了一个军队，甚至我们中许多最正直的公民也开始公开地无视禁令，人们对法律的尊重程序大减，犯罪率也已高到了一个前所未有的地步。
由于反对第十八修正案的人变得越来越多，相应要求废除它的政治运动也随之兴起。然后，草根政治的复杂性让废除一修正案变得非常困难。虽然宪法中规定了两种途径可以批准修正案，但截止当时实际使用过的仍然只有其中一种，但是，由于各种各样的原因，当时许多州议会的议员们都在一定程度上受制于非法酒业，不大可能会批准一条新的修正案来废除现有的修正案。因此，当美国国会与1933年2月20日正式提出第二十一修正案时，他们建议各州采用美利坚合众国宪法第五条中规定的“另外一种”批准方式，即专门为此召开州制宪会议，才让这一修正案得以通过。因此，第二十一修正案就成了至今唯一一条不是由州议会，而是由州制宪会议批准通过的修正案。

## 实施

### 各州和地方政府
修正案第二款规定“凡违反当地法律为在当地发货或使用而运送或输入致醉酒类，均予以禁止。”这一内容被理解为各州和地方可以自行立法决定是否允许其境内生产、运输或销售任何含酒精的饮料。因此有许多州在修正案通过后很长一段时间内仍然对之予以禁止，其中密西西比州坚持到1966年才取消相关这一立法限制，而堪萨斯州一直到1987年才允许开放公共酒吧。
目前，许多州都将是否允许酒类产销由各县、市地方政府来决定，这也引致许多地方政府试图吊销店主酒类营业执照时被对方以侵犯第一修正案权利为由告上法庭。

## 提出和批准
第二十一修正案由联邦国会于1933年2月20日提出，1933年12月5日，获得了足够多数州的批准而得以生效。这不但是美利坚合众国宪法的全部27条修正案中唯一用于废除之前通过修正案的，而且还是唯一一条由特别为此项修正案而召开的州制宪会议批准的修正案（其它修正案在各州时均是由州议会批准的）。第二十一修正案从12月15日开始正式结束了美国的禁酒时期，不过许多人们早在这个时期以前就已经开始公开地喝酒了。
各州制宪会议批准修正案的具体日期如下：
1. 密歇根州：1933年4月10日
2. 威斯康星州：1933年4月25日
3. 罗德岛州：1933年5月8日
4. 怀俄明州：1933年5月25日
5. 新泽西州：1933年6月1日
6. 特拉华州：1933年6月24日
7. 印第安纳州：1933年6月26日
8. 马萨诸塞州：1933年6月26日
9. 纽约州：1933年6月27日
10. 伊利诺伊州：1933年7月10日
11. 艾奥瓦州：1933年7月10日
12. 康涅狄格州：1933年7月11日
13. 新罕布什尔州：1933年7月11日
14. 加利福尼亚州：1933年7月24日
15. 西弗吉尼亚州：1933年7月25日
16. 阿肯色州：1933年8月1日
17. 俄勒冈州：1933年8月7日
18. 阿拉巴马州：1933年8月8日
19. 田纳西州：1933年8月11日
20. 密苏里州：1933年8月29日
21. 亚利桑纳州：1933年9月5日
22. 内华达州：1933年9月5日
23. 佛蒙特州：1933年9月23日
24. 科罗拉多州：1933年9月26日
25. 华盛顿州：1933年10月3日
26. 明尼苏达州：1933年10月10日
27. 爱达荷州：1933年10月17日
28. 马里兰州：1933年10月18日
29. 弗吉尼亚州：1933年10月25日
30. 新墨西哥州：1933年11月2日
31. 佛罗里达州：1933年11月14日
32. 德克萨斯州：1933年11月24日
33. 肯塔基州：1933年11月27日
34. 俄亥俄州：1933年12月5日
35. 宾夕法尼亚州：1933年12月5日
36. 犹他州：1933年12月5日

犹他州是第36个批准的州，至此批准州的数目达到四分之三的法定标准（当时美国有48个州），修正案于12月5日生效。
接下来还有以下两个州批准了修正案：
1. 缅因州：1933年12月6日
2. 蒙大拿州：1934年8月6日

南卡罗莱纳州于1933年12月4日拒绝了这一修正案；
北卡罗莱纳州于1933年9月7日决定不召开州制宪会议来审核这条修正案；
以下几个州没有对这一修正案采取任何行动：

1. 乔治亚州
2. 堪萨斯州
3. 路易斯安纳州
4. 密西西比州
5. 内布拉斯加州
6. 北达科他州
7. 俄克拉何马州
8. 南达科他州